# Crucero corsario de La Argentina

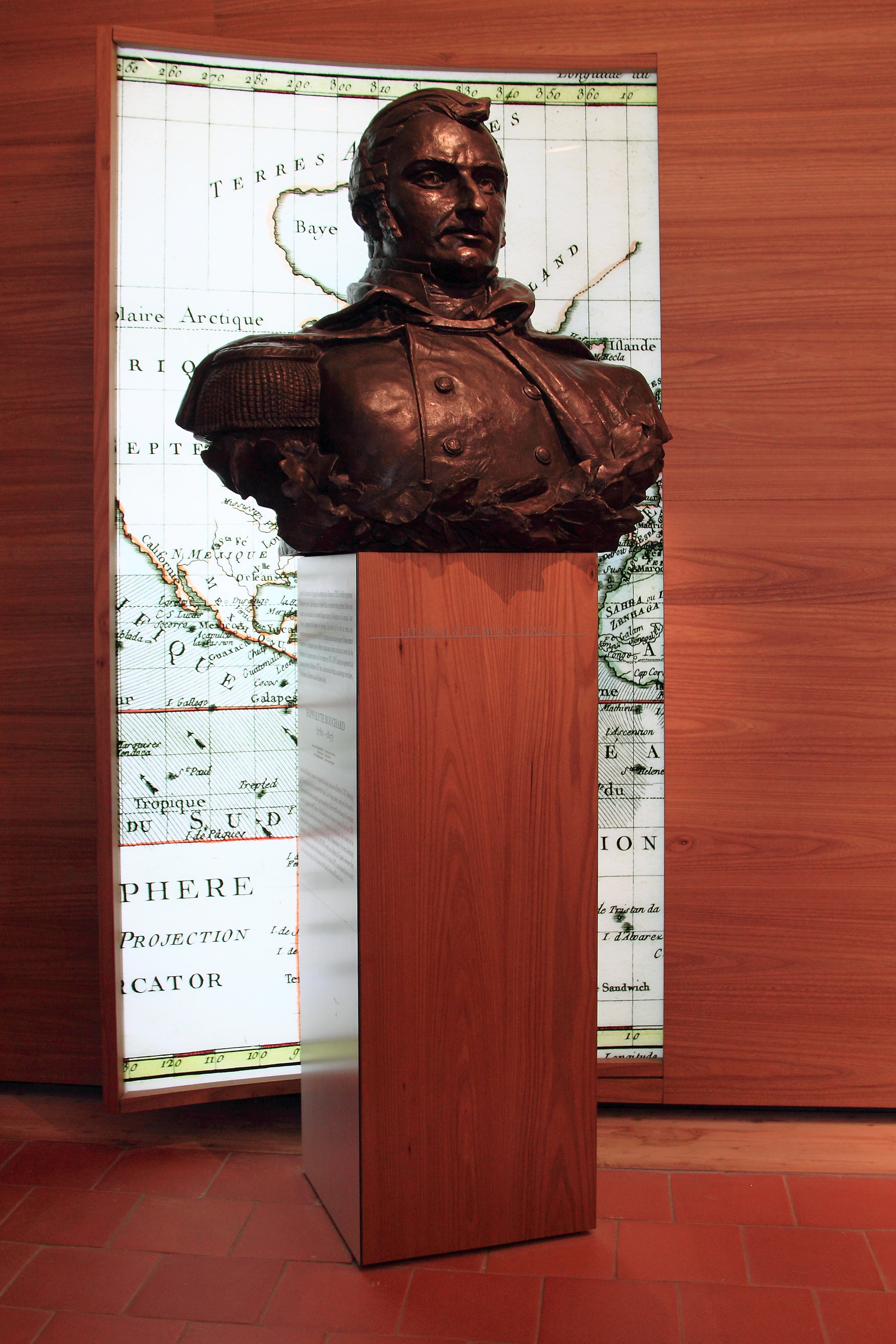
Busto de Hipólito Bouchard en Francia.

El crucero corsario de la fragata La Argentina también conocida como la expedición de Hipólito Bouchard fue una campaña naval de corso comandada por el marino francés al servicio de las Provincias Unidas del Río de la Plata, sargento mayor de marina Hipólito Bouchard. La expedición contra barcos y puertos españoles en América y las Filipinas se desarrolló entre julio de 1817 y julio de 1819, formando parte de la Guerra de Independencia Hispanoamericana.
Bouchard circunnavegó el planeta comandando operaciones de corso, combates y otras incidencias en las costas de Madagascar, Indonesia, Filipinas, Hawái, California, México y Centroamérica, para luego terminar siendo apresado en Chile por cargos de piratería. Durante el crucero corsario de La Argentina se obtuvieron 26 presas y se realizaron 10 acciones militares.

## Reglamento Provisional para el Corso
Mientras se desarrollaba la Guerra de Independencia los nuevos gobiernos independientes trataban de dañar el comercio marítimo de la Corona española y difundir la guerra en los territorios dominados aún por los españoles. Para ello, se valieron del corso marítimo, que permitía armar bajo su bandera a buques privados y atacar barcos realistas sin comprometer demasiados recursos del Estado en la empresa. Mediante esta modalidad, los corsarios bajo bandera argentina obtuvieron unos 150 barcos como presas entre 1814 y 1823. La guerra de corso era entonces considerada una forma legítima de guerrear y muchos corsarios estadounidenses basados en Baltimore que participaron en la guerra entre su país y el Reino Unido entre 1812 y 1814, obtuvieron luego patente de corso en Buenos Aires. El contrato entre los corsarios y el Estado se llamaba patente de corso, recibiendo los primeros derechos de atacar, apresar, saquear o destruir buques de bandera enemiga, quedándose con una parte de botín obtenido.
El 15 de mayo de 1817 el Director Supremo de las Provincias Unidas del Río de la Plata, Juan Martín de Pueyrredón, expidió el Reglamento Provisional para el Corso, que especificaba la situación legal de los corsarios bajo bandera argentina.

Art. 1. El Gobierno concederá patente de corso á todo individuo que solicite armar algún buque contra bandera enemiga, previa la fianza que estime conveniente ante la Comisaria de Marina, esplicando en la instancia la clase de embarcación que tuviese destinada, su porte, armas, pertrechos, y gente de dotación.

Art. 2. Concedido el permiso para armar en corso, facilitará el Comandante de Marina la pronta habilitación del buque por todos los medios que dependan de sus facultades, consintiéndole reciba toda la gente que quisiere á escepcion de la que estuviere nombrada para servicio del Estado, ó actualmente en él. (…)

Art. 3. Los oficiales de los buques corsarios quedan bajo la protección de las leyes del Estado, y gozaran aunque sean estrangeros de los privilegios é inmunidades, que cualquier ciudadano americano mientras permanezcan en servicio.

(…)

- Wikisource contiene obras originales de o sobre Crucero corsario de La Argentina.

## Preparativos de la campaña
Luego de que el 18 de junio de 1816 Bouchard retornara a Buenos Aires al mando de una de las presas que había obtenido, la fragata La Consecuencia, concluyendo su participación en la expedición corsaria comandada por Guillermo Brown contra los españoles en las costas sudamericanas del océano Pacífico, inició los preparativos para una nueva expedición de corso. El 9 de septiembre de 1816 el Gobierno lo ascendió a sargento mayor de marina. Bouchard junto a su armador, Vicente Anastasio de Echevarría, decidieron utilizar para la campaña que pensaban realizar a la fragata La Consecuencia, a la que cambiaron el nombre por La Argentina. Esta fragata contaba con un importante tamaño: 464 toneladas de desplazamiento y tenía 40 metros de eslora, 6,25 metros de manga y 2,10 metros de calado medio, por lo que su armado resultaba costoso. Echevarría adquirió 34 piezas de artillería, 18 cañones de a ocho y 16 carronadas de a doce, y contrató a carpinteros experimentados para que las emplazaran. Bouchard pidió la colaboración del Gobierno rioplatense, mediante una fianza de Juan José de Sarratea. El Estado aportó 4 cañones de bronce y 12 de hierro, 128 fusiles, 800 balas de cañón de a doce y 900 de a ocho. La embarcación contaba, además, con 3.000 balas de a veinticuatro, que al no poder ser utilizadas en combate servían de lastre, junto a 300 lingotes. No fue posible conseguir ni pistolas ni sables de abordaje, que eran esenciales para los combates a corta distancia. Bouchard le pidió al Gobierno que le entregara, al menos, 40 sables de caballería, pero el depósito ni siquiera contaba con esa cantidad. El ministro de Guerra y Marina, Matías Irigoyen, consiguió la entrega de seis quintales de plomo de las reservas del Estado, ya que no había podido encontrarlos en la ciudad. Por último, se instalaron dos hornallas a bordo, para calentar las balas encadenadas utilizadas para romper los mástiles e incendiar el velamen de las presas.

### La tripulación
Para la tripulación debían reclutarse 180 hombres, lo cual no era sencillo, ya que Bouchard se había ganado la fama de hombre duro. Los integrantes de la plana mayor eran: el capitán Nataniel Sommers, los primeros tenientes Williams Sheppard, Colvert Thompson, Daniel Oliver, Williams Mills, Miguel Burgués y Louis Greissac, el teniente de infantería José María Píriz, los cabos de presa Juan Arhens, Carlos Douglas y Martín Van Burgen. El cirujano era el fraile bethlemita Bernardo Copacabana, los pilotines Tomás Espora, Juan Agustín Merlo y Andrés Gómez. Echevarría había solicitado al Gobierno el uso del uniforme de la Marina de Guerra por parte de los oficiales de la campaña, tanto como motivación, como para mejorar el orden y el respeto a bordo. Los marinos eran en su mayoría extranjeros, aunque algunos de ellos eran oriundos de Buenos Aires y de las provincias de Corrientes y Entre Ríos. La infantería de desembarco era inexperta y la mayoría de los infantes pisaban por primera vez una cubierta.

### Insubordinación de la tripulación
En la noche del 25 de junio de 1817, todavía con La Argentina en el Puerto de Buenos Aires, se produjo un incidente a bordo. En medio de una discusión, un marinero abofeteó al armero, lo que era considerado un acto de indisciplina. Al enterarse Bouchard, dispuso el arresto del agresor, provocando la protesta de sus compañeros. Uno de estos marineros arrojó un hacha al comandante, por lo que el capitán Sommers lo mató de una estocada. Pero esto no produjo la calma de los marineros, quienes se concentraron en la batería del entrepuente hasta que fueron desalojados por la infantería de marina al mando de Sommers. Este episodio finalizó con dos muertos y cuatro heridos.
Tras el episodio, Echevarría decidió enviarle una carta al gobierno encabezado por Pueyrredón, argumentando que la insubordinación se debía a la permanencia de la fragata en el puerto, y que terminaría al abandonar el Buenos Aires. Sin embargo, el Gobierno se negó a permitir que zarpase la embarcación para realizar una investigación, aunque Echevarría logró que dos días después, La Argentina zarpara hacia la Ensenada de Barragán (a unos 60  hacia el sudeste), lo que provocó el surgimiento de rumores acerca de la deserción de Bouchard. En realidad, la fragata había abandonado el puerto sobre la base de una disposición general que establecía que los buques que se encontraran en el puerto porteño, por demoras en su cargamento u otras razones, debían abandonarlo para permitir que los buques de guerra y baterías costeras pudieran actuar con mayor eficacia en caso de un ataque enemigo.

## Comienzo de la expedición

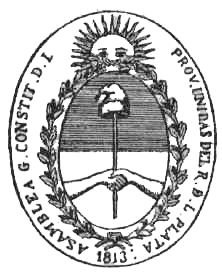
La acción contra los barcos esclavistas se basó en la posición del país frente a la esclavitud, según la libertad de vientres decretada por la Asamblea del año XIII.

El 27 de junio de 1817 Bouchard y Echevarría obtuvieron la patente de corso N.º 116, expedida por el director supremo Pueyrredón. El 9 de julio de 1817 (primer aniversario de la declaración de la Independencia Argentina), la fragata La Argentina zarpó desde la Ensenada de Barragán para cumplir un crucero de corso que habría de durar dos años, llevando una patente extendida por 16 meses a contar desde el momento de su zarpada.
Al trazar el rumbo que seguiría la embarcación, Bouchard había planeado navegar en busca de la corriente sur atlántica, que atraviesa el océano Atlántico hasta las costas africanas, lo que le permitiría bordear el cabo de Buena Esperanza con el fin de perseguir los navíos de la Real Compañía de Filipinas que suponía navegaban por las costas de la India. El 19 de julio se produjo un incendio intencional en la nave que se extendió hasta el entrepuente y puso en peligro la vida de muchos tripulantes. La tripulación debió trabajar durante varias horas hasta poder controlar el incendio. 

## Madagascar
Al llegar al océano Índico, la nave se dirigió hacia el nordeste hasta alcanzar la isla de Madagascar. Tras dos meses de viaje, el 4 de septiembre de 1817 La Argentina ancló en Tamatave (actual Toamasina), al este de la isla.
Una vez instalados en Tamatave, un oficial británico se presentó a hablar con Bouchard. Su intención era pedirle apoyo para evitar que zarparan cuatro buques esclavistas. Bouchard le ofreció todas sus fuerzas para impedir el tráfico por parte de esos buques, de los cuales tres eran británicos y uno francés. El comandante ordenó que los cañones apuntasen a los barcos, mientras él, secundado por varios hombres armados, ejerció el derecho de visita que aplicaban en África, desde 1812, el Reino Unido y los Estados Unidos. Allí descubrió que las sospechas del oficial británico eran reales, por lo que decidió evitar que los buques abandonasen el puerto e hizo liberar a los esclavos. Al arribar la corbeta británica Conway, relevó a La Argentina en la vigilancia de los buques. Antes de zarpar, Bouchard le explicó al comandante de la corbeta la forma en la que había actuado. Después de este suceso, La Argentina levó anclas, no sin antes apoderarse de los alimentos de los buques esclavistas, librando una orden de pago en Buenos Aires, de tal manera que los barcos no podían zarpar sin alimentos para los esclavos. Cinco marineros del buque francés se sumaron a la expedición al saber que era comandada por un compatriota.

### El escorbuto
La embarcación retomó el rumbo nordeste para intentar atacar los buques españoles que se suponía que navegaban por la región. Durante ese trayecto la tripulación se vio afectada por el escorbuto, debido a las deficiencias en el consumo de alimentos frescos. Producto de la gran cantidad de enfermos, los trabajos de a bordo tuvieron que ser concentrados. A los pocos días el mal había afectado a gran parte de la tripulación, a tal punto que casi todos los días se arrojaba un cadáver por la borda, llegando a tener un centenar de enfermos a la vez. 

La expedicion llegó á tal conflicto, que solo la constancia y el honor pudieron superarlo.
Diario de a bordo de Bouchard

El 18 de octubre avistaron una fragata estadounidense procedente del golfo de Bengala, que les comunicó que los buques españoles (de la Real Compañía de Filipinas) no traficaban hacía tres años en los puertos de la India. La Argentina siguió navegando rumbo a las islas Filipinas, resistiendo varias tempestades que la acompañaron hasta el estrecho de Sonda, que separa las islas de Java y Sumatra. 
El 7 de noviembre de 1817 decidió fondear en la isla Nueva de la Cabeza de Java (isla de Peucang) para que los enfermos pudieran ser atendidos, los que fueron desembarcados y alojados en tiendas de campaña.
Luego de 8 días sin lograr la recuperación de los enfermos, el médico aconsejó que fueran enterrados hasta el cuello, procedimiento que aceleró la curación de algunos, y la muerte de los más enfermos, repitiéndose el enterramiento hasta lograr un desenlace.
El escorbuto cobró la vida de unos 40 tripulantes.

## Combate contra los piratas malayos
El 18 de noviembre La Argentina dejó la isla de Java continuando su trayecto hacia las Filipinas, habiendo perdido 40 hombres y con gran parte de la tripulación en estado de debilidad, especialmente los artilleros, atacados por la disentería y el escorbuto. Esta zona era muy peligrosa, ya que la frecuente presencia de piratas malayos era potenciada por las malas condiciones en las que se encontraba la tripulación. Los buques, o praos, utilizados por esos piratas se caracterizaban por ser de poco calado, llevar cañones en sus dos proas y utilizar una sola vela y fuertes remos.
El encuentro con algunos de estos piratas se produjo finalmente en el estrecho de Macasar en la mañana del 7 de diciembre, cuando el vigía avistó cinco pequeñas naves, mientras La Argentina se hallaba casi inmovilizada en una calma tropical. Pero el combate no se produjo hasta el mediodía, cuando la nave más grande se lanzó al abordaje enarbolando una bandera negra. Bouchard decidió no utilizar sus cañones de babor a causa de la debilidad de los artilleros y prefirió el combate cuerpo a cuerpo, resultando en 7 marineros de La Argentina heridos.

A la hora y media de fuego y del golpe de las armas, el capitán de la proa, viendo frustrados sus designios, se dio dos puñaladas y se arrojó al agua. Lo mismo hicieron otros cinco, y el resto de la tripulación se defendió muy poco tiempo después, desmayada sin duda por la desesperación de su jefe y de los que le siguieron, no menos que por la multitud de muertos y heridos que tenían sobre cubierta, y cuyos gritos debían consternarlos.
 Diario de a bordo de Bouchard

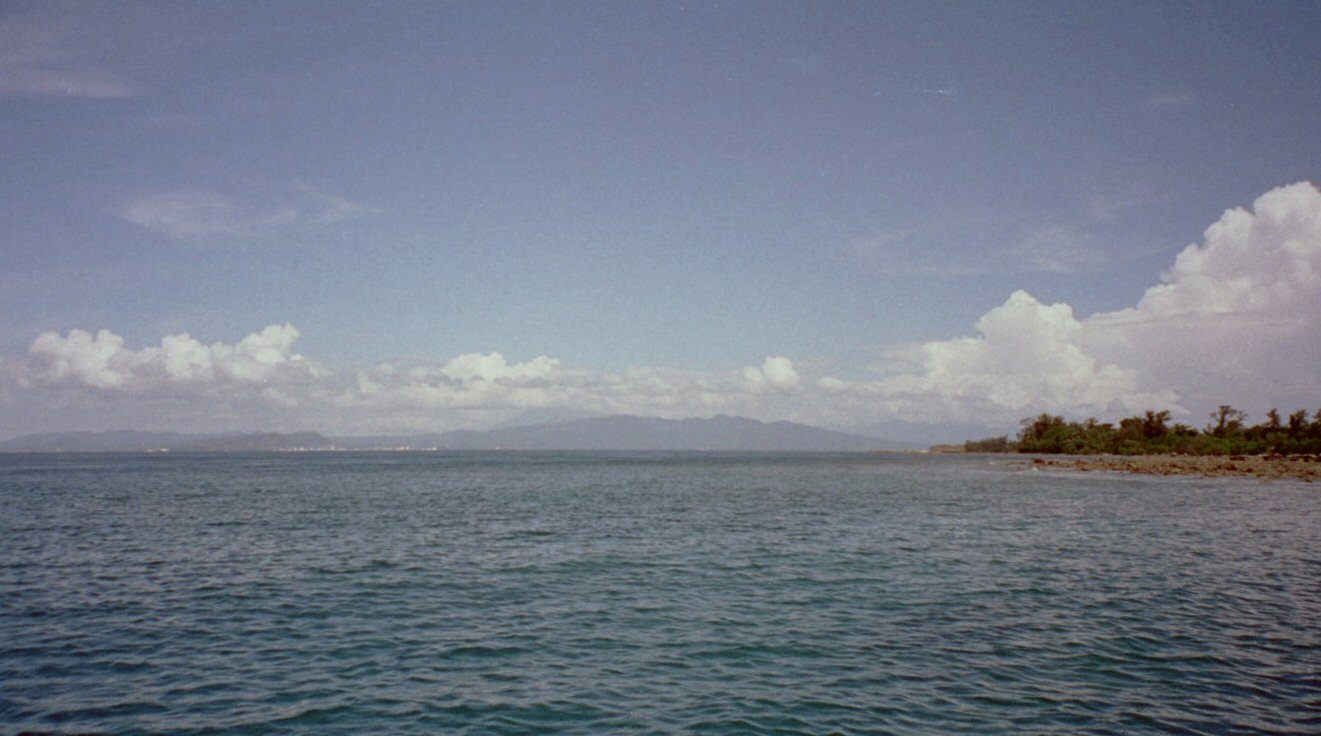
Bouchard decidió navegar hacia las Filipinas, atravesando el estrecho de Sunda.

Tras derrotarlos, ordenó tomar el barco mientras el resto de las embarcaciones piratas huían. Encontró en la embarcación 42 piratas, que fueron amarrados con cordeles, y otra cantidad igual de muertos y heridos. Algunos de los piratas siguieron el ejemplo de su jefe y se suicidaron. El comandante convocó un consejo de guerra para juzgar a quienes habían sido tomados prisioneros, teniendo en cuenta que esos piratas habían recientemente capturado un barco portugués, matando a todos sus tripulantes, fueron sentenciados a la pena de muerte, lo usual para casos de piratería, salvo a los más jóvenes en cantidad de 24. La forma de ejecución fue la siguiente: los prisioneros fueron devueltos a su nave, a la cual se le habían derribado los palos, y se procedió a disparar sobre la misma hasta hundirla.

Sentenciar a los tripulantes de las proas no identificadas con nombre ni pabellón de nación conocida, a la pena correspondiente a quienes cometen intentos o actos de piratería en el mar.

(...)
La pena consistirá en el hundimiento de las naves piratas dedicadas al pillaje, con su tripulación a bordo debidamente amarrada, por parte de esta fragata de guerra.

A bordo de la Fragata Corsaria “La Argentina” al servicio del Superior Gobierno de las P.U.R.P. sobre el estrecho de Moccassar, a los siete días del mes de diciembre del año de Mil Ochocientos Diecisiete. Ejecútese.

Hipólito Bouchard, Capitán

## Acciones en Joló
Bouchard llegó al archipiélago de Joló el 2 de enero de 1818 y permaneció allí por cinco días. Gran cantidad de escollos submarinos y fuertes corrientes dificultaban la navegación en estos mares.
Sus habitantes consideraban el valor como la primera de las virtudes y siempre se jactaban de ser invencibles. Tripulaban las ágiles “proas” y eran eximios navegantes, además de temibles piratas. Todo su mundo giraba en torno a la piratería que regulaba su economía, sus fuerzas militares y su vida social.
Mientras los tripulantes de la fragata establecían negociaciones con los nativos para poder conseguir el adecuado abastecimiento, se apostaron centinelas, con los mosquetes cargados, para repeler cualquier posible intento de ataque de los joloanos. 
Bouchard, previendo algún tipo de incursión nocturna, realizó una severa advertencia a las autoridades locales indicando que si, luego de la puesta del sol, alguna embarcación se acercaba le dispararía con toda su capacidad de fuego.
En la noche un centinela percibió movimientos y cautelosamente alertó a toda la tripulación.
Cuando confirmaron que las proas acechaban peligrosamente a la fragata, todos los hombres aprontaron sus armas y al encontrarse a una distancia de cien yardas se dio la orden de abrir fuego. Los joloanos fueron sorprendidos y rápidamente emprendieron la huida.
Luego de una serie de incidentes finalmente se presentó el monarca con una proa ricamente adornada. Traía consigo gran cantidad de frutas y verduras, además de cuatro búfalos para nuestros hambrientos marinos. A partir de ese momento pudieron completar la aguada sin ser molestados y los isleños fueron autorizados a comerciar libremente con los tripulantes del barco.

## Acciones en las Filipinas

### Bloqueo de Manila
Luego de reaprovisionarse, el 7 de enero la nave se dirigió hacia Manila, ciudad capital de la Capitanía General de las Filipinas que Bouchard pensaba bloquear. Antes de llegar, se cruzaron con una fragata británica que se dirigía a ese puerto y el comandante decidió revisarla para comprobar que no transportara cargamento enemigo. Bouchard pretendió ocultar su origen, pero el capitán de la fragata comprendió el objeto de su presencia y, tras llegar a Manila, dio aviso a las autoridades españolas.
El 31 de enero de 1818 La Argentina se encontraba en las proximidades del puerto, dominando el estrecho de Manila, que da entrada a la bahía de Manila. La ciudad contaba con una muralla y poseía un fuerte, el de Santiago, que contaba con una poderosa artillería. Los españoles contaban en el puerto con dos barcos de la Real Compañía de Filipinas, el San Fernando y el Rosel, una corbeta de guerra, y una flotilla de faluchos armados con 2 cañones cada uno.

Hallándose los enemigos con fuerzas tan superiores, yo esperaba un ataque. Vivía con precaución, pero sin temor. La resolución de los argentinos era decidida por el triunfo ó la muerte, á pesar de la poca gente que me había quedado.

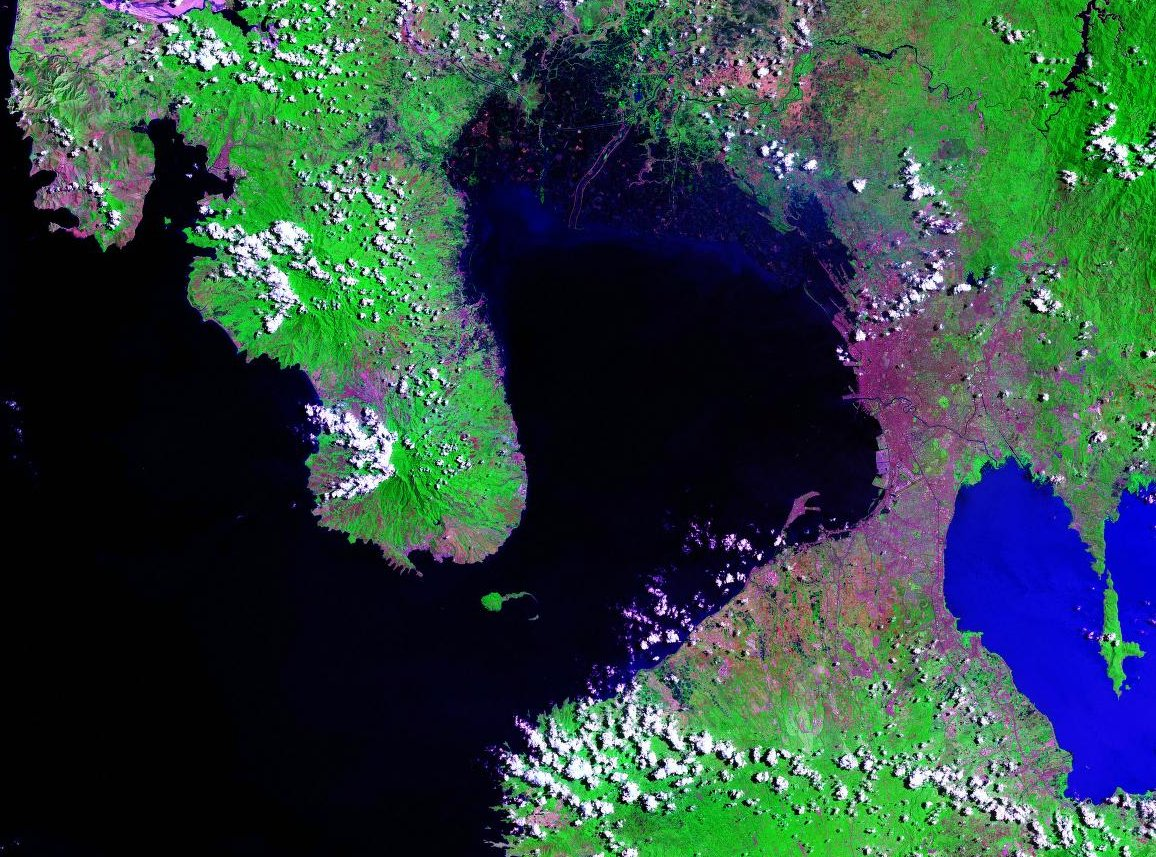
Vista de satélite de la bahía de Manila (Landsat).

Los españoles no intentaron levantar el bloqueo, desarmaron los buques y los pusieron bajo protección de las baterías, impidiendo la salida de los mercantes. Bouchard comenzó a tomar barcos mercantes españoles que llegaban a Manila, siempre manteniéndose alejado de la artillería española. Durante los dos meses siguientes tomó 16 barcos mercantes, mediante un cañoneo intimidatorio y un rápido abordaje, echándolos luego a pique a la vista de la ciudad. Para estrechar más el cerco sobre la capital del archipiélago, Bouchard dispuso el envío de un pontín armado con 23 tripulantes a bloquear el estrecho de San Bernardino al mando del segundo capitán Sommers. En esa acción se capturaron una falúa y una galera. Los habitantes comenzaron a desesperarse, ya que los precios de las mercaderías se habían duplicado y hasta triplicado, y estaban reducidos a alimentarse de arroz. El gobernador ordenó que se prepararan los dos navíos y la corbeta de guerra para ir en busca del corsario. Esta expedición fue retrasada y, cuando finalmente partió, La Argentina ya se había ido. Bouchard había zarpado el 31 de marzo hacia el canal de los Galeones al norte de la isla de Luzón, ante la imposibilidad de conseguir mejores presas.

### Acciones en Puerto de Santa Cruz
Al poco tiempo de retomar el viaje, el 9 de abril fue avistado un bergantín mercante proveniente de las islas Marianas armado de 2 cañones. Al percatarse de la presencia de La Argentina, el barco lanzó sus botes al agua, debido a la calma existente, y se hizo remolcar hasta el puerto de Santa Cruz. La fragata argentina no podía acercarse al puerto debido a su calado, por lo que Bouchard ordenó a Sommers, Greissac y Van Buren que utilizasen tres botes para abordar la embarcación, armados con un pedrero y varios esmeriles. Los tres oficiales, junto a varios tripulantes fuertemente armados, comenzaron a acercarse al bergantín que todavía no había alcanzado el puerto. Debido a la velocidad de su bote, Sommers con 19 marineros se adelantó y logró alcanzar la embarcación cuando ésta echó el ancla, hostigado por los cañones del barco y fuego de mosquetería, pero el boté volcó. Durante mucho tiempo se creyó que se debió al choque producido con el casco de la nave enemiga, pero los resultados de nuevas investigaciones señalan que desde el bergantín lanzaron cabos a los dos mástiles del bote causando el naufragio. Los tripulantes del bergantín, en lugar de auxiliarlos y tomarlos como prisioneros, decidieron atacarlos, lo que produjo la muerte de catorce marineros y del teniente Sommers. Los 5 restantes pudieron ser rescatado por los botes de Greissac y Van Buren, que regresaron a la fragata, aunque uno de ellos murió inmediatamente por estar herido.
Bouchard estaba decidido a vengar las muertes, pero para hacerlo necesitaba una embarcación de poco calado. Para conseguirla se dirigió a un puerto ubicado a 6 leguas en donde ordenó a Greissac que junto a algunos marineros tomase un bote y abordara una goletilla que navegaba en las cercanías del puerto. Una vez conseguida, la nave fue armada con una carronada de a 12 y 4 pedreros. Greissac fue puesto al mando secundado por Oliver, quienes dirigirían una tripulación de 35 marineros. La goleta se lanzó al abordaje el 10 de abril sin que se le opusiera resistencia alguna, ya que los tripulantes huyeron al puerto. Tras dispersar con los cañones a unos 200 hombres que los atacaban desde la costa con un cañón de a 4, dejándoles algunos muertos y heridos, la goleta retiró de su fondeadero al buque capturado.

### Pérdida de los barcos capturados en las Filipinas
Una vez alejados de Santa Cruz, tomaron una goleta española cargada con objetos preciosos que se dirigía a la isla de Batán (se trataba del Real Situado, la paga del estado español a los funcionarios civiles y militares establecidos en la isla) . Pero debido a los fuertes vientos, sólo hubo tiempo para trasladar a los prisioneros a la fragata y el envío de un oficial y ocho marineros para que tripularan la embarcación. La goleta se mantuvo a la vista hasta el 15 de abril, cuando se perdió todo rastro de ella. Aunque las sospechas apuntaban a que el cambio de rumbo era producto de una insubordinación producida por el valor del cargamento, los tripulantes del pontín intentaron seguir las instrucciones del Capitán Bouchard.
El bergantín capturado en Santa Cruz se encontraba al mando del teniente Oliver. Producto de los vientos, esta embarcación se había separado en varias oportunidades de La Argentina. Para evitar la pérdida de otra embarcación, Bouchard le comunicó a Oliver que en el caso de separación debían encontrarse en el puerto de San Ildefonso, ubicado al este de Luzón, y que lo esperaría allí durante quince días. La separación se produjo, luego de 8 días volvió a ser avistado el 17 de abril y viajó junto a la fragata hasta el 6 de mayo, cuando se separó definitivamente. Desde el 8 de mayo Bouchard esperó durante el tiempo acordado en la península de San Ildefonso, pero el bergantín nunca apareció. A pesar de las especulaciones que se realizaron sobre este hecho, se trató de un desencuentro producto de la dificultad para determinar claramente cual era el punto de reunión. La Argentina se adentró en la bahía de Casigurán, pero el pontín y el bergantín quedaron en su boca
Bouchard decidió continuar su travesía, ya que Oliver tenía la capacidad y la experiencia para volver a Buenos Aires, aunque sus fuerzas quedaron debilitadas.

## Intento de alcanzar China
Conversando con el comandante de la goleta tomada en las cercanías de Santa Cruz, Bouchard averiguó que los buques de la Real Compañía de Filipinas hacía 3 años que ya no se dirigían a Manila desde Acapulco (ruta del Galeón de Manila, el último galeón fue el Rey Fernando, que regresó a Acapulco en 1815) y que algunos buques operaban, en cambio, en las cercanías de Cantón. Decidió navegar hacia China para intentar capturar alguno, partiendo el 21 de mayo, pero ante la falta de víveres, la mortandad de enfermos y las malas condiciones climáticas que le impedían alcanzar China, continuó por la corriente de Kuro-Shivo hasta pasar la latitud de 40° N, desde donde se alejó de las costas del Japón por la corriente del Pacífico Norte rumbo a las islas Sándwich, actualmente conocidas como Hawái, que Bouchard llamó en sus escritos como San Duche.
Julio Manrique, grumete de La Argentina, aseguró que en esos días Bouchard meditó liberar a Napoleón Bonaparte en la isla británica de Santa Helena. 

## Acciones en Hawái

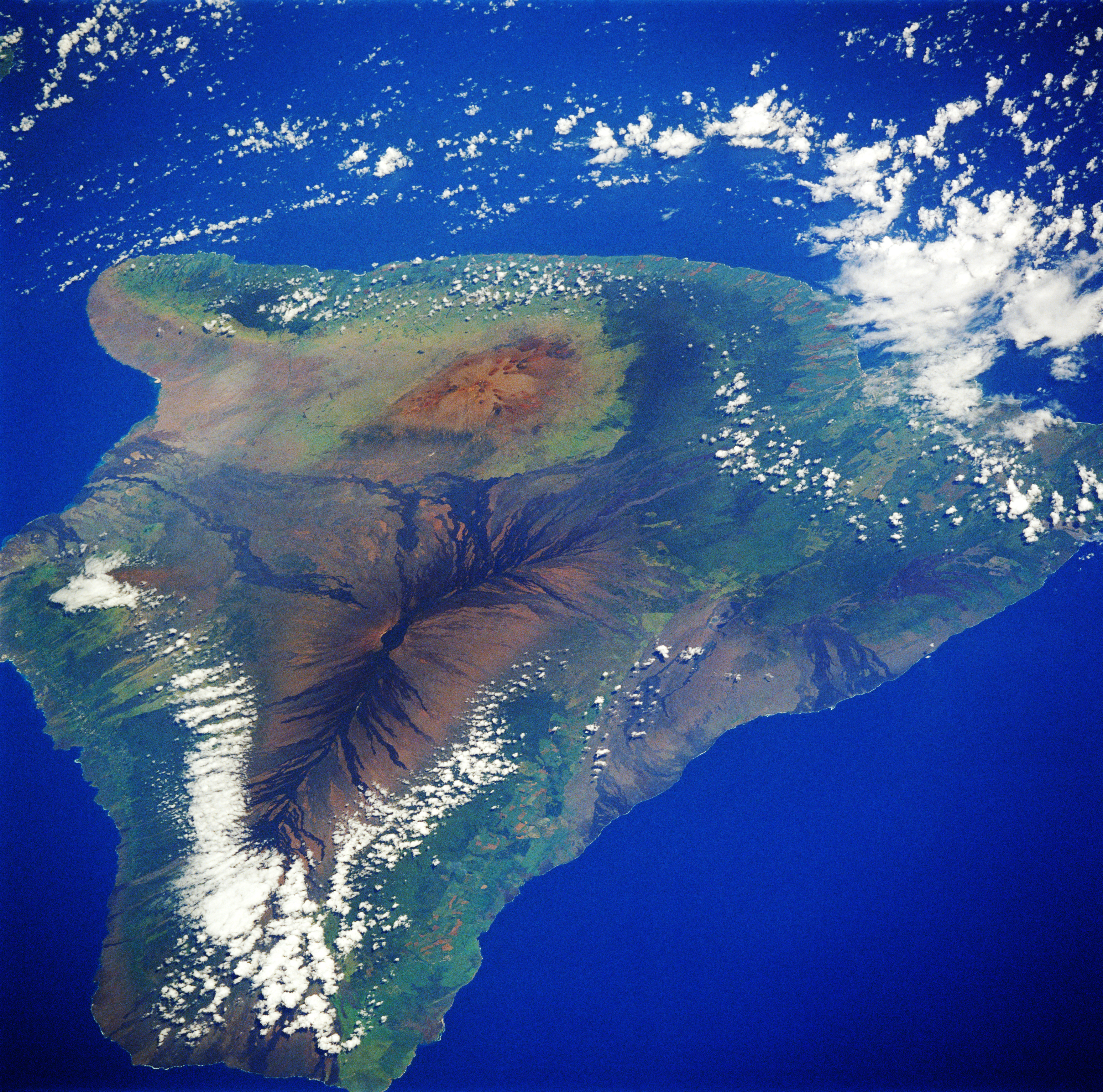
Foto satelital de la isla de Hawái.

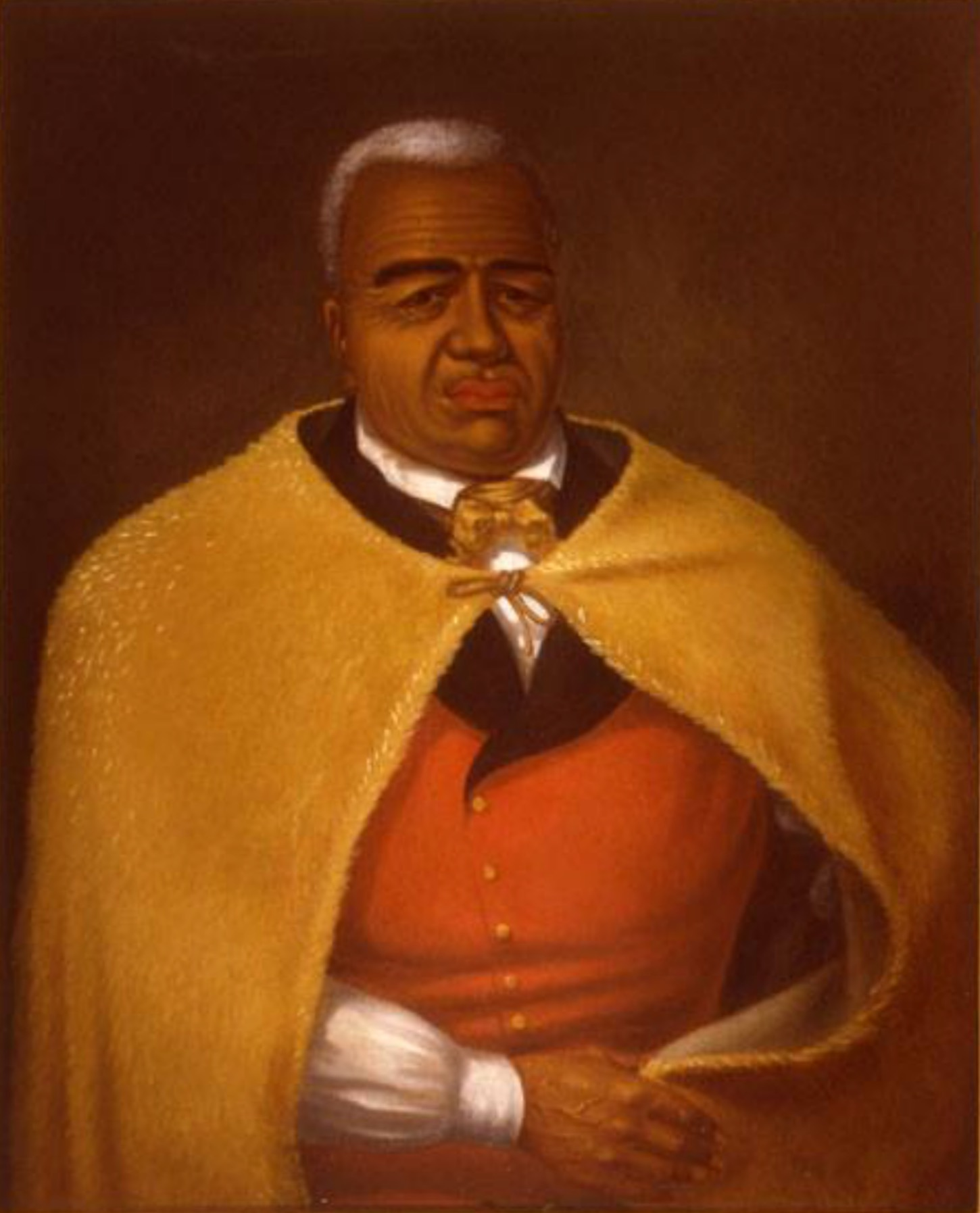
El rey Kamehameha I.

### Recuperación de laChacabuco
El 17 de agosto de 1818 La Argentina arribó a la bahía de Kealakekua en la costa oeste de la isla de Hawái, en donde se encontraba el pequeño puerto de Karakakowa, capital del Reino de Sándwich. Al fondear, una canoa tripulada por nativos se les acercó y les informó, en un rudimentario inglés, que en el puerto se encontraba una corbeta que pertenecía al rey Kamehameha I, pero que anteriormente había sido española. También les indicaron que la noche anterior había zarpado una fragata con rumbo desconocido.
Bouchard decidió perseguir la fragata, que pronto tuvieron a la vista porque la falta de viento la había clavado en el mar. Le ordenó a Sheppard que tomara un bote y preguntara al comandante de la fragata sobre la nave que se encontraba en el puerto hawaiano. Tras las indagaciones, Sheppard informó que se trataba de la Santa Rosa, renombrada a Chacabuco luego de su captura por los independentistas, una corbeta que había zarpado en corso de Buenos Aires el 24 de mayo de 1817. Su armador era Rafael Pereyra Lucena, el fiador, Jorge Mcfarlane, su patente de corso era la N.º 88, acordada al 7 de mayo de 1817. Al zarpar estaba al mando del capitán José Turner, con 130 hombres y 18 cañones. La tripulación de la Chacabuco se había amotinado a la altura del cabo de Hornos, desembarcado a la plana mayor de oficiales en las costas de Chile y había cambiado el rumbo hacia Hawái, cometiendo actos de piratería en el trayecto con cuanto barco pudieron. En Hawái, para poder abastecerse, debieron cambiar peso a peso por plata a otros buques el oro que habían obtenido, debido a que en la isla se desconocía ese metal.
Tras enterarse del destino de la Chacabuco, Bouchard ordenó a la fragata regresar al puerto, ya que sospechaba que entre su tripulación se encontraban algunos de los amotinados. Pidió al capitán que formara a sus hombres en la cubierta y envió a Espora a revisar la bodega, en donde halló a nueve hombres que había visto en Buenos Aires y, como castigo, les puso una barra de hierro que les aferraba los pies y las manos. Tras un interrogatorio averiguó que los tripulantes se habían dispersado por el archipiélago, tomado mujeres nativas y la mayoría de los líderes de la revuelta se encontraban en la isla de Atoy (hoy Kauai), mientras que el líder principal había partido para Cantón en un buque fletado al efecto.
Al llegar al puerto se encontró con la Chacabuco prácticamente desarmada, con los cañones y pertrechos abandonados en la costa, por lo que decidió reunirse con el rey Kamehameha I, internándose 7 leguas en la isla para entrevistarlo, vestido con su uniforme de teniente coronel de las Provincias Unidas del Río de la Plata. Durante el encuentro, Bouchard le demandó la devolución de la corbeta a las Provincias Unidas y la entrega de los amotinados para ser juzgados. Según algunas fuentes, se valió de documentos falsos escritos a bordo de La Argentina, en los que presúntamente se le ordenaba capturar a la Chacabuco. El rey, por medio de un estadounidense que le servía de intérprete, argumentó que había pagado por ella 2 pipas de ron y 600 quintales de sándalo y que merecía una compensación. El rey accedió a devolver la corbeta a cambio de que se le pagase por el sándalo que había entregado por ella, y aceptó entregar a unos 70 amotinados si se le desembolsaban los gastos que ellos le causaron. El 20 de agosto de 1818, Kamehameha I, por parte del Reino de Sandwich, y Bouchard en nombre de las Provincias Unidas del Río de la Plata, firmaron un acuerdo que es motivo de controversias. El oriental José María Píriz dice en el documento conocido como Manuscrito de Píriz:

Celebramos un tratado de unión para la paz, la guerra y el comercio, quedando obligado el Rey con esto a remitir a disposición de nuestro supremo gobierno todos los buques que arribasen por aquellas costas, como La Chacabuco, y a darnos hombres y auxilios, cuantos se le pidiesen a nuestro socorro, reconociendo desde entonces nuestra independencia.
Manuscrito de Píriz

El hecho de que Bouchard no mencionara en su diario la firma de un tratado, hace que algunos autores pongan en duda lo aseverado por Píriz, argumentando que Bouchard no tenía la autoridad para firmar tratados, y desestiman el reconocimiento de la independencia de las Provincias Unidas por el rey hawaiano que menciona Píriz. Para esos autores, Bouchard solo le entregó al rey un documento autorizándolo a detener a desertores argentinos. Según Píriz, Bouchard obsequió al rey con una espada, sus charreteras de comandante, su sombrero, y un despacho honorario y uniforme de teniente coronel de las Provincias Unidas, acción para la que no tenía autorización de hacer.
Tras la negociación y pago de las compensaciones, el rey le entregó al corsario argentino pocos víveres, argumentando que su isla se encontraba escasa de comestibles y que podía aprovisionarse en Morotoi (Molokai). El 26 de agosto se hizo cargo de la Chacabuco, embarcación a la que durante 8 días tuvo que rearmar para darle utilidad, poniéndola al mando del teniente 2° Peter Corney, un aventurero inglés que se sumó a la expedición en Hawái, ayudando a Bouchard a recoger a los amotinados. El 6 de septiembre partieron para Morotoi, a donde arribaron el 8 de septiembre. Allí compraron víveres y capturaron a 19 de los amotinados.

### Captura de los líderes del motín de laChacabuco
Los líderes del motín de la Chacabuco se habían refugiado en la isla de Atoy, que no pertenecía a los dominios de Kamehameha I. Bouchard envió a bordo de la fragata estadounidense Clarion al comandante de infantería José María Píriz a tratar con el rey de la isla, Kaumuallii. El 1 de octubre llegaron los dos barcos al puerto de la isla de Atoy o Kauai, en donde Píriz había logrado que 5 cabecillas del motín de la Chacabuco fueran puestos a su disposición, alojados en un fuerte artillado con 24 cañones que protegía al puerto. Otros amotinados ya se habían ido a Cantón. Se formó consejo de guerra, decidiéndose que 4 de los líderes recibieran 12 docenas de azotes y el más culpable, Enrique Gibbim (Griffiths o Gribinn), fuera fusilado al día siguiente, pero el rey lo dejó escapar durante la noche temiendo una represalia española. Bouchard bajó a tierra para exigir la entrega del condenado, que fue rechazada, por lo que retornó al barco haciendo responsable al rey de Atoy de lo que ocurriría, quien le respondió:

Si las resultas se reducen á balazos, por cada tiro de sus buques responderé con 24 de mi parte, pues para esto son los cañones que tengo.

Bouchard puso los dos barcos en posición de ataque al fuerte y dio 6 horas de plazo para la entrega del condenado, por lo que el rey depuso su actitud y envió una canoa para avisar que a las 8 del día siguiente (6 de octubre) lo entregaría. Al llegar esa hora, Bouchard bajó a tierra con una fuerte escolta y recibió al reo en el fuerte, que fue luego fusilado. 
La flotilla partió rumbo a la Alta California el 23 de octubre, armada con unos 56 cañones y reforzada con 60 marineros de la Chacabuco y 80 nativos de las islas (denominados por las fuentes históricas como kanakas). 

## Ataque a California
La Chacabuco llevaba a bordo unos 100 hombres: 30 hawaianos, y el resto de diverso origen: estadounidenses (la mayoría de los oficiales), españoles, hispanoamericanos, portugueses, africanos, filipinos, malayos, y algunos ingleses. La Argentina tenía 266 hombres: 50 hawaianos y el resto de origen diverso como en la Chacabuco.
 

Bouchard decidió navegar hacia las costas de Alta California, en donde esperaba aprovecharse del comercio español, pensando que podría hallarse allí algún tesoro producto de las ricas minas de la región, e insurreccionar a la población. Sin embargo, las autoridades españolas conocieron con antelación las intenciones del corsario, ya que el 6 de octubre la nave estadounidense Clarion les había informado que dos naves corsarias se preparaban para atacar las costas californianas. En una comida que el capitán de la nave dio a los oficiales corsarios en las islas Hawái, uno de ellos dejó trascender las intenciones de atacar las costas de Alta California, por lo que la Clarion, al mando del capitán Henry Gyzelaar, partió de Oahu y se dirigió inmediatamente hacia Santa Bárbara para intentar vender el cargamento de 12 cañones que transportaba, lo que consiguió, avisando al comandante del presidio local, José de la Guerra, sobre los planes de Bouchard, a quien decía precedía en 4 o 6 días. Informó además, que los barcos corsarios tenían 34 y 20 cañones y 250 hombres. De la Guerra avisó inmediatamente al gobernador y envió una circular a los sacerdotes de las misiones para que tomaran precauciones. El gobernador Pablo Vicente Solá, quien residía en Monterrey, ordenó retirar de la ciudad todos los objetos de valor y que se transportaran a una distancia considerable las dos terceras partes de la provisión de pólvora y pertrechos, lugares a donde se retirarían las guarniciones de los presidios atacados, además de pedir refuerzos de tropas y rehabilitar la artillería de 18 cañones. En 25 lugares de la costa hizo poner vigías con dos mensajeros indígenas. El ganado debía retirarse tierra adentro, mientras que las mujeres y los niños debían partir a la primera señal de peligro. Luego de un mes de alarma, Solá hizo retornar a la población a sus pueblos.

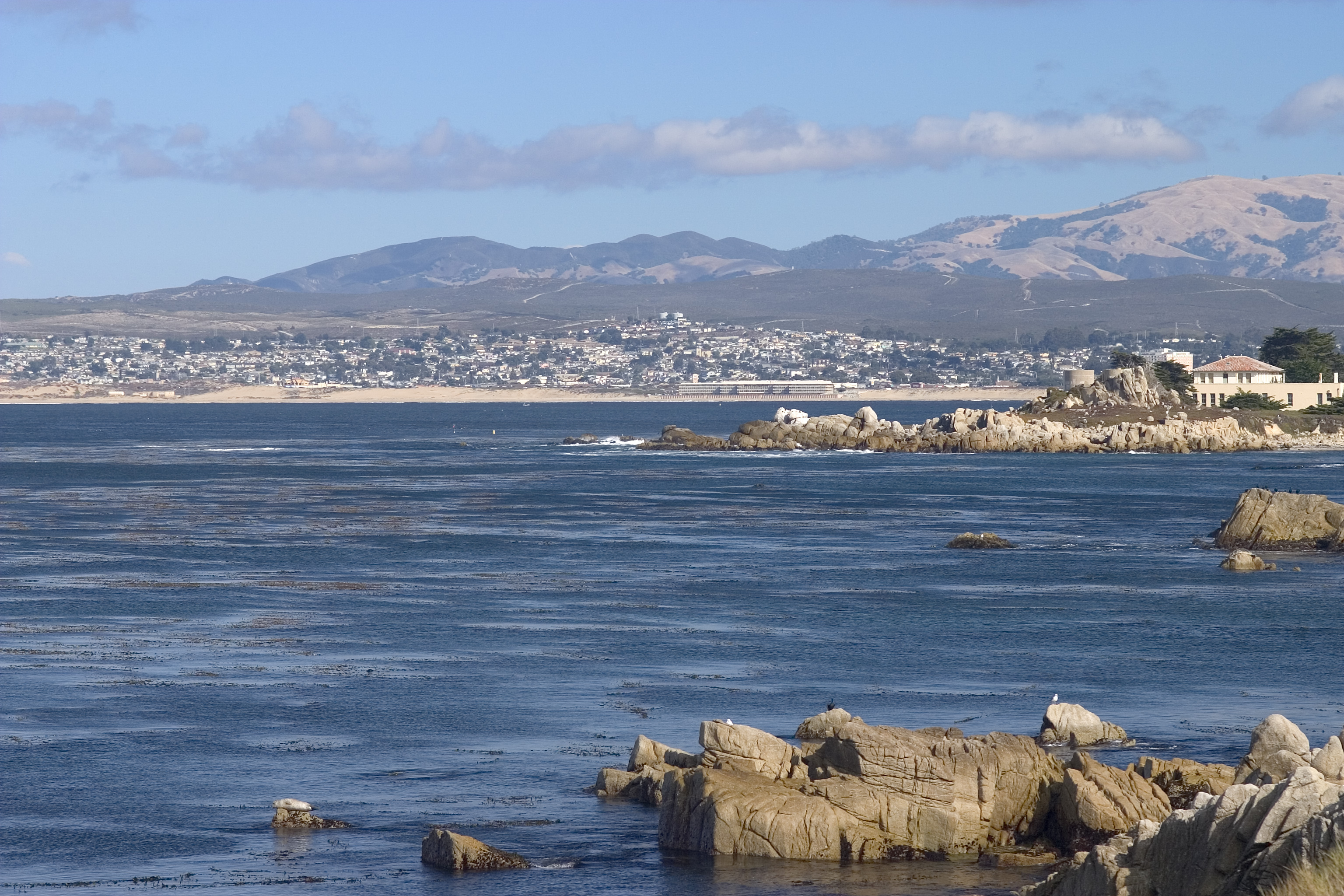
La bahía de Monterrey, en California.

Los españoles de Alta California habían comenzado a tomar precauciones para enfrentar posibles ataques corsarios desde que Solá recibió un aviso desde Mazatlán, en junio de 1816, alertándolo sobre el avistamiento de corsarios en las costas de México. Poco antes, José de la Guerra había recibido una carta de un armador de mercantes de Lima avisando que las costas peruanas estaban bloqueadas por corsarios. Las precauciones se intensificaron al conocerse los ataques de Brown a Guayaquil y el Callao, y el avistamiento de barcos (probablemente corsarios chilenos) vigilando los puertos de San Blas, Acapulco, Teacapán, Ventanas y Tomatlán.

### Toma de Monterrey
El 20 de noviembre de 1818 el vigía de Punta de Pinos, ubicado en uno de los extremos de la bahía de Monterrey, avistó a las dos embarcaciones argentinas. Otros informes que existen en los archivos de California, señalan que las naves fueron primero avistadas en el presidio de San Francisco, sin que se acercaran a la costa. Tras avisar al gobernador, se prepararon los cañones de la costa, se puso en armas a la guarnición de 40 hombres (25 soldados del presidio, 4 artilleros de línea y 11 artilleros milicianos) y se envió a la misión de Soledad (otras fuentes dicen que al Rancho del Rey) a las mujeres, niños, ancianos y personas incapacitadas para pelear. A cargo de las fuerzas se hallaba el sargento Manuel Gómez, tío del oficial Luciano Gómez, que iba en la expedición corsaria. Una batería de 3 cañones fue improvisada en la playa, al mando del cabo José Jesús Vallejo. 
Bouchard se reunió con sus oficiales para diseñar el plan de ataque, el cual consistía en hacer que la Chacabuco ingresara al puerto con bandera estadounidense, para obtener información sobre las defensas, para luego ingresar La Argentina y efectuar el desembarco. El oficial Peter Corney ya había estado en dos oportunidades en Monterrey, por lo que conocía la profundidad de la bahía. Se determinó utilizar para el ataque la corbeta Chacabuco, ya que el gran calado de la fragata La Argentina podía producir que esa embarcación encallase, y se concentró allí la tropa de desembarco. Debido a una calma marina, la fragata tuvo que echar al agua varios botes para que la remolcaran lejos del alcance de la artillería española, hasta anclar en quince brazas de agua. Una vez remolcada, Bouchard envió en los mismos botes hacia la Chacabuco al capitán Sheppard junto a 200 hombres armados con fusiles y lanzas con órdenes de desembarcar inmediatamente.
La corbeta Chacabuco, al mando del Corney, ancló a las doce de la noche en las cercanías de un promontorio, sin saber que Solá había destacado 2 baterías con 6 cañones que podían alcanzar al barco. Debido al cansancio que sufrían los hombres, tras remolcar la fragata y remar hacia la corbeta, Sheppard decidió no atacar de noche, mientras desde tierra intentaban comunicarse con él con una bocina. Corney hizo entender a los españoles que por la mañana realizaría arreglos con ellos, sin que fuera atacado durante la noche. Con la primera luz del día descubrió que había anclado demasiado cerca de la costa, y que a pocos metros se encontraban la artillería española lista para atacarlos. El capitán decidió abrir fuego, que fue respondido por las 2 baterías, y tras quince minutos de combate la corbeta arrió la bandera en señal de rendición con el puente lleno de muertos y heridos, ante la vista de Bouchard que no podía avanzar por la calma marina. Bouchard envió 6 botes, pero el cabo Vallejo los atacó desde la playa con la batería improvisada, y debieron retornar.

A los diez y siete tiros de la fortaleza tuve el dolor de ver arriar la bandera de la Patria!
Hipolito Bouchard

Corney se hallaba con su barco inmovilizado y ordenó que sus hombres bajaran a los botes. Los españoles exigieron que el capitán bajara a tierra, pero solo lo hizo como parlamentario el segundo comandante de la Chacabuco, Joseph Chapman, junto con dos marineros, quedando encarcelados. Desde la fragata, Bouchard vio cómo sus hombres eran derrotados, pero también observó que los españoles no intentaron apoderarse de la Chacabuco ya que carecían de embarcaciones. Solá ordenó continuar el fuego, pero Gómez rehusó, debido a que ya se había rendido la Chacabuco por lo que Vallejo lo supuso en complicidad con su sobrino y continuó haciendo fuego hasta que su padre se acercó a convencerlo. Algunas versiones señalan que Gómez ordenó disparar sobre la batería de Vallejo para impedir que exterminara a la tripulación. Durante la noche, luego de que comenzara a soplar el viento, Bouchard ordenó levar anclas y moverse en dirección al puerto, contando entonces con solo 40 hombres a bordo. Sin embargo, debido al calado de la fragata, no podía acercarse lo suficiente como para abrir fuego, pero sí para proteger a la corbeta. Para ganar tiempo, envió un parlamentario a solicitar al gobernador que dejara salir a la corbeta, pero, según Bouchard éste le contestó que lo haría a cambio de una suma de dinero. La versión de Solá dice que el parlamentario exigió la rendición de la provincia y que él le contestó que la defendería en nombre del Rey. A las nueve de la noche comenzaron las tareas para trasladar a la fragata en botes a los sobrevivientes de la corbeta, lo que se realizó en sigilo mientras en tierra se realizaban festejos, pero dejando a los heridos a bordo para no alertar a los españoles.
En la madrugada del 24 de noviembre, Bouchard ordenó a sus hombres que se pusieran al mando de los 9 botes, 4 de ellos con un cañón a bordo. En las embarcaciones, comandadas por Bouchard, se encontraban 200 hombres, 130 armados con fusiles y 70 con picas de abordaje. Desembarcaron a una legua del fuerte, en una caleta oculta por las alturas, quedando el teniente Burgen a cargo de los barcos. Mientras subían un desfiladero, se les acercó una fuerza de milicianos realistas de caballería al mando del alférez José Estrada enviada a rechazarlos, que fue dispersada retornando al presidio de Monterrey. Bouchard dice que eran entre 300 y 400 hombres de caballería, Solá dice que eran 25. Estrada dijo haberse retirado al ver 400 corsarios con 4 cañones. Al mismo tiempo, la Chacabuco abrió fuego sobre la batería costera, que recibió órdenes de destruir los cañones y retirarse hacia el presidio.
La resistencia del fuerte fue muy débil, los defensores abandonaron las fortificaciones antes de ser asaltadas. Los atacantes comenzaron a escalar los muros mientras los defensores escapaban por la puerta del fuerte y tras una hora fue enarbolada la bandera de la Argentina en el fuerte. Fueron capturadas 22 piezas de artillería, 12 de las cuales se hallaban en la batería baja, y 8 en la alta de la fortaleza, junto con 2 piezas volantes. 

Después de tomar el Fuerte, las tropas argentinas decidieron atacar la otra batería, que restaba, y con otras varias piezas de artillería volante escoltadas por algunos piquetes de Caballería, que guarnecían sus presidios, y nos hacían bastante resistencia, y por ello, á sangre y fuego logramos rendir todo aquel pueblo y salvar a sus prisioneros.
Manuscrito de Píriz

Las tropas realistas dispersas se reagruparon en la población pero ante el avance de la infantería, el gobernador Solá se dirigió a Rancho del Rey (actual Salinas), llevando los archivos provinciales, un cañón de dos libras, dos cajas de pólvora y 6.000 cartuchos de fusil. Allí recibió 200 soldados de refuerzos de San José y San Francisco, y un considerable número de indígenas, retornando a Monterrey luego de que la población fuera casi completamente destruida y abandonada por los atacantes.
Los corsarios argentinos tomaron la ciudad durante seis días, en los que se apropiaron del ganado, que sacrificaron junto a los caballos que encontraron, destruyeron la artillería, quemaron el fuerte y lo arrasaron, el cuartel de los artilleros, la residencia del gobernador y las casas de los españoles junto a sus huertas y jardines. Solo permanecieron en pie los templos y las casas de los americanos. Solo 2 piezas de artillería ligera de bronce fueron embarcadas, junto con algunas barras de plata encontradas en un granero.

### Otras acciones en California

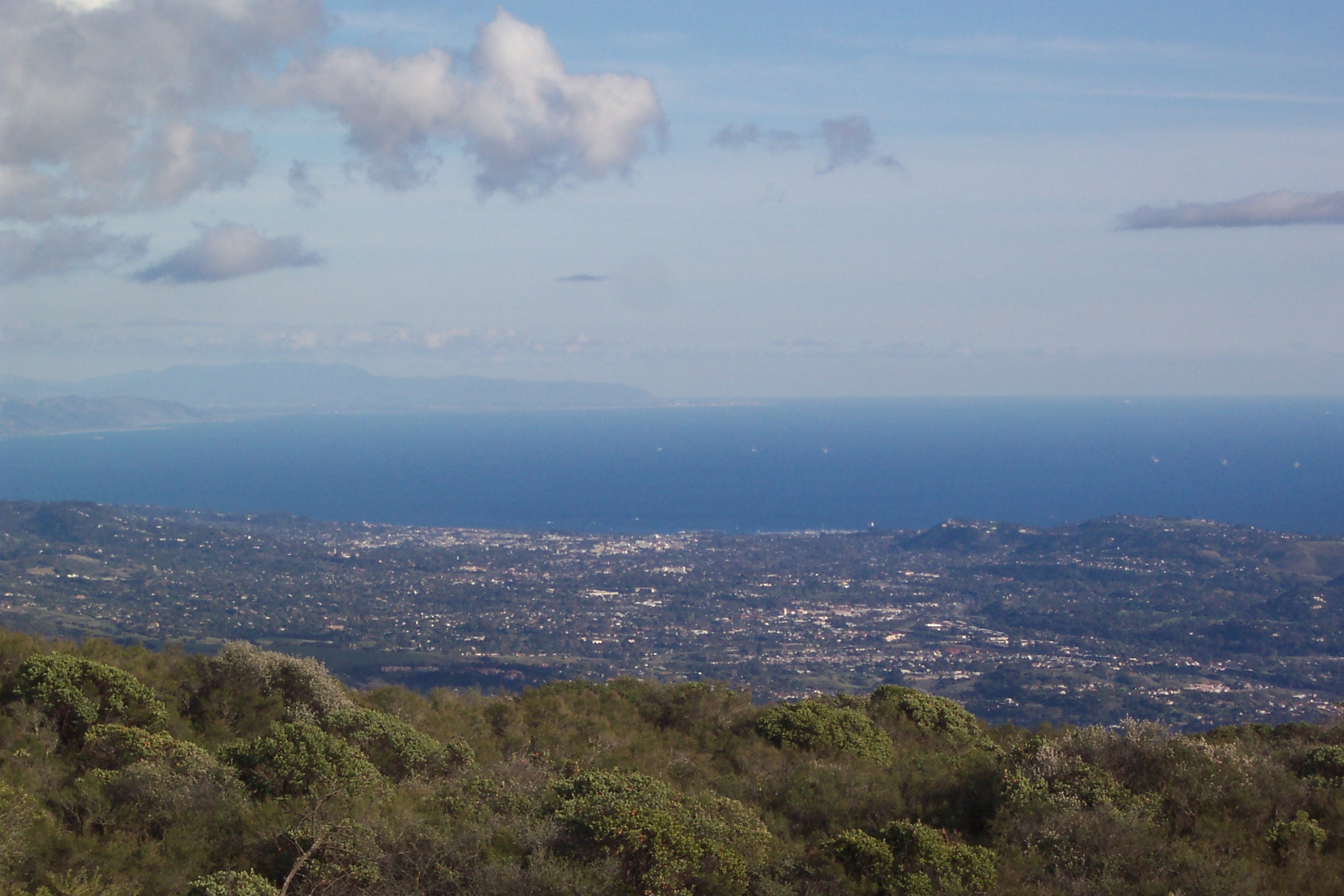
Costa de Santa Bárbara, en California.

La alarma provocada por el desembarco hizo que algunas misiones fueran abandonadas. Luego de reparar a la corbeta Chacabuco, el 29 de noviembre zarparon de la bahía de Monterrey con intenciones de repetir las operaciones en todos los puertos mexicanos del Pacífico, dirigiéndose hacia una ensenada cerca de Santa Bárbara en donde se hallaba un rancho llamado El Refugio. Este rancho pertenecía a la familia Ortega, cuyos integrantes, según se le había informado a Bouchard, habían colaborado fuertemente con la causa española y se dedicaban al contrabando. El 5 de diciembre desembarcaron 60 hombres en las cercanías del rancho y, sin encontrar resistencia, se apoderaron de los comestibles y sacrificaron el ganado. Unos 30 milicianos llegaron ese día desde Santa Bárbara al mando del sargento Carlos Antonio Carrillo, y aguardaban en los alrededores esperando a que alguno de los hombres de Bouchard se separara para tomarlo como prisionero. De esta forma, capturaron al teniente Williams Taylor (nacido en Boston y probablemente incorporado en Hawái) y a dos marineros, que se habían adelantado para tomar un carro. Bouchard los esperó durante todo el día 6, creyendo que se habían extraviado, hasta que decidió partir hacia Santa Bárbara, a donde se dirigió Carrillo, no sin antes incendiar el rancho. Tras desembarcar en la isla Santa Cruz para reaprovisionarse de madera y agua, llegaron a Santa Bárbara, el corsario envió a un emisario para proponerle a José de la Guerra un intercambio de prisioneros, a cambio de lo cual no atacaría. Después de la negociación, los tres hombres capturados volvieron a la Chacabuco. Bouchard debió entregar un prisionero, el ebrio Molina capturado en Monterrey, quien luego tuvo que soportar la ira del gobernador, enojado por el intercambio realizado por De la Guerra, y fue sentenciado a 6 años de prisión después de recibir 100 azotes. Cuatro marineros desertaron y se presentaron ante los españoles luego de la partida de los barcos, entre ellos el tambor John Ruse.
El 16 de diciembre llegaron a la bahía de San Juan Capistrano, a 2 millas de la Misión de San Juan Capistrano, sin detenerse en la misión de San Buenaventura, que fue evacuada por el padre José Señán. En San Juan Capistrano Bouchard le solicitó víveres al alférez realista Santiago Argüello: 20 bolsas de patatas, 10 bolsas de trigo y cuatro cabezas de ganado, a cambio de retirarse sin hacer daño. Bouchard dice que ofreció pagar, pero Argüello le respondió "que tenía bastante pólvora y balas para darle". Ante esa respuesta, Bouchard ordenó a Corney desembarcar con 140 hombres y 2 cañones a tomar el pueblo. Argüello había llegado con 30 hombres desde San Diego para ayudar a la misión, hizo un amago de resistencia y se retiró. Tras una breve lucha, los corsarios se llevaron algunos objetos de valor e incendiaron las casas de los españoles, dedicándose al saqueo. Al día siguiente una considerable fuerza arribó desde Los Ángeles y Santa Bárbara al mando de José de la Guerra. Bouchard rehusó el combate y partió en busca de 4 desertores. El 20 de diciembre zarpó hacia la bahía Sebastián Vizcaíno, donde reparó los buques en la isla de Cedros y les dio descanso a sus hombres. San Diego se preparó para combatir, enviando hacia Pala, en el interior, a mujeres y niños, pero Bouchard no se detuvo allí. En Cedros intercambiaron provisiones con cazadores de Rusia y sufrieron la deserción de una ballenera con 6 hombres.

## Bloqueo de puertos mexicanos e incidente con corsario chileno
El 17 de enero de 1819 navegaron hacia San Blas, puerto que comenzarían a bloquear el 25 de ese mes. El 1 de marzo, mientras continuaba el bloqueo de San Blas, fue avistada un bergantín-goleta con bandera española. Las dos embarcaciones argentinas intercambiaron sin consecuencias algunos disparos a distancia con el buque extraño, que respondió el fuego, y luego la comenzaron a perseguir pero no pudieron alcanzarla. No sabían que se trataba del corsario El Chileno, con patente de corso expedida por Chile. La confusión se había debido a que ambos bandos creían que la parte contraria eran españoles debido al ardid de la bandera falsa que usaron en forma excesiva e ilegal. Bouchard se quedó en los alrededores dos días esperando que aquel buque desconocido para él volviera al lugar por la necesidad de abastecerse. Sin embargo, esto no ocurrió y continuó su ruta hacia el sur con destino a Acapulco. Durante la navegación al sur volvió a avistar al bergantín-goleta que se alejó al percatarse de la presencia de sus embarcaciones. Al llegar el 11 de marzo al puerto mencionado, envió un bote con un oficial para reconocer el lugar, observando la cantidad y calidad de los buques que allí se encontraban. El oficial informó que en el puerto no se encontraba ninguna embarcación relevante, por lo que decidieron seguir viaje. Algunas fuentes señalan que desembarcaron y se comunicaron con independentistas locales.

## Ataque a Centroamérica
El 18 de marzo partieron hacia Sonsonate, El Salvador. Tras enviar a un oficial para reconocer el puerto, éste le informó que había naves relevantes para abordar. En ese momento navegó hacia el puerto y tomó un bergantín que se encontraba en las cercanías. El 2 de abril llegó al puerto de El Realejo, en donde armó dos botes con cañones de a cuatro y 60 hombres en total, comandados por el propio Bouchard. Sin embargo, fueron descubiertos por el vigía del puerto, por lo que todas las tropas realistas, unos 200 veteranos llegados de Guatemala, se movilizaron hacia el puerto. Además, habían protegido el puerto con cuatro embarcaciones: un bergantín, dos goletas y un lugre. Tras un intenso combate, las tres naves fueron tomadas. Bouchard incendió el bergantín San Antonio y la goleta Lauretana, ya que sus dueños habían ofrecido un bajo rescate por ellos, 6.000 y 4.000 duros respectivamente. Debido a su calidad, conservó el lugre, llamado Neptuno, y la goleta restante, llamada María Sophie.

## Segundo incidente con el corsario chileno
Tras combatir en El Realejo, mientras Bouchard se hallaba a bordo de la Chacabuco, La Argentina avistó a la fragata mercante Cazadora y comenzó a perseguirla, en esos momentos volvió a avistarse el corsario El Chileno. La embarcación avanzó contra la Chacabuco, cuya tripulación estaba compuesta por inexpertos marineros hawaianos y pocos artilleros. Las dos primeras andanadas del corsario dejaron tres muertos y varios heridos, tres de ellos graves, así como también daños de consideración en el buque. Cuando la nave argentina se dispuso a repeler el abordaje, el corsario chileno bajó el pabellón español y enarboló el de Chile, mientras que Bouchard izó la bandera argentina. Este hecho detuvo el combate inmediatamente. 
El corsario El Chileno, estaba comandada por un capitán corsario apellidado Coll y escoltaba a su presa, la Cazadora que era el depósito del botín de las presas que había capturado y echado a pique por no poder marinar. Ambos corsarios utilizaron nuevamente el mismo ardid, engañando con banderas españolas, lo que llevó a que se atacaran mutuamente. Bouchard le solicitó que su cirujano curara a sus heridos, pero el corsario chileno decidió alejarse en busca de Cazadora. Este barco había sido atrapado por La Argentina y juntos se dirigieron a Sonsonate, por lo que no pudo ser hallado por El Chileno. Sin embargo, al cerciorarse de la verdadera nacionalidad del mercante la dejó ir libremente. 
El 3 de abril de 1819 finalizaba la larga expedición de Hipólito Bouchard. Decidió partir hacia Valparaíso, en donde colaboró con la campaña libertadora de José de San Martín.

## Apresamiento en Chile

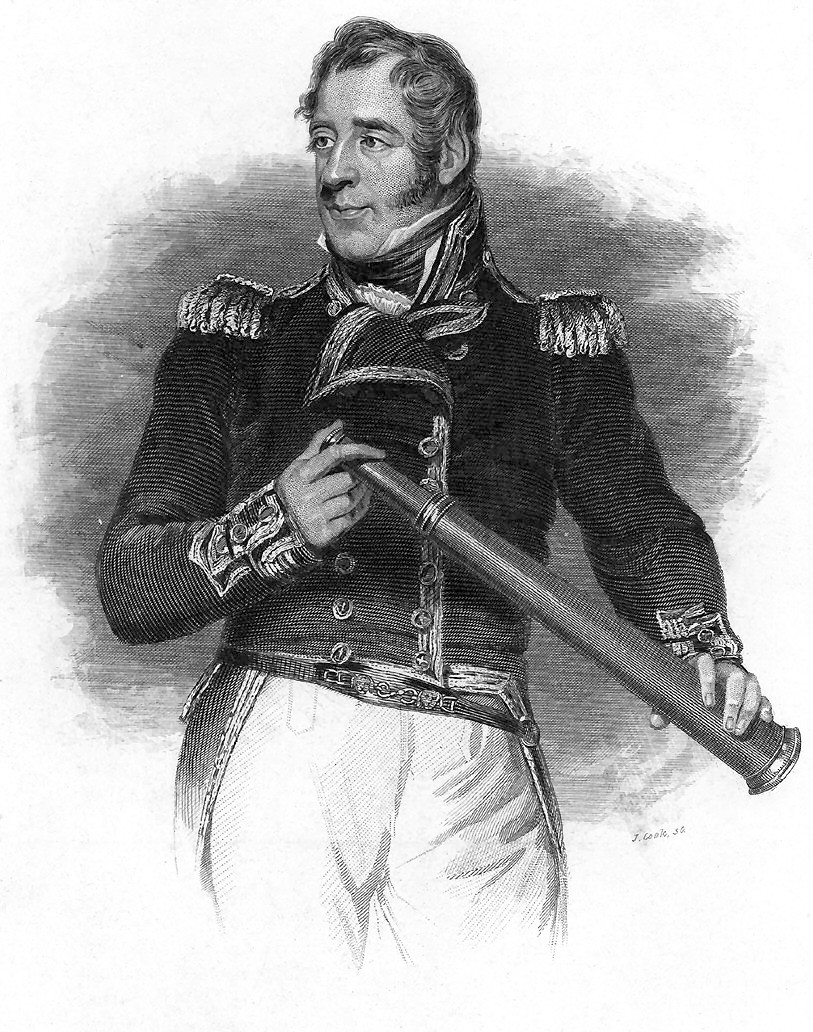
Thomas Cochrane encarceló a Bouchard bajo cargos de piratería.

Dos años exactos después de haber partido del Río de la Plata, el 9 de julio de 1819 fondeó en el puerto de Valparaíso la corbeta Chacabuco junto a la María Sophie, que en realidad se trataba de una nave de origen danés que contrabandeaba en Centroamérica. El 12 de ese mes arribó el Neptuno . La autoridad naval chilena en Valparaíso, Thomas Cochrane, informó el día 11 al Ministerio de Marina:

Anoche atracó en el puerto un bote que daba lugar a sospechas; la persona que lo mandaba manifestaba mucha ansiedad por regresar inmediatamente a su buque. Pedí al gobernador (de Valparaíso) lo detuviese mientras yo destacaba al Galvarino a examinar el barco. Vuelve ahora el Galvarino conduciendo un buque que tiene todas las circunstancias que usualmente constituyen los piratas, y a más otro barco y una goleta que han detenido como presas.

(...)

Todos los antecedentes relativos a estas naves confirman la opinion que yo me había formado desde el principio de que son piratas. Nada puede contribuir mejor a colocar a la marina de Chile en un pié respetable ante las naciones europeas que un solemne proceso i una esposicion de aquellos punibles procedimientos, como la condenacion de aquellas naves para el uso del estado, porque las aprehensiones orijinadas en Europa por las irregularidades que cometen los filibusteros de esta clase en los mares del sur, daran motivo para que los cubran con buques estranjeros de guerra.

El 13 de julio arribó La Argentina y se le informó a Bouchard que pendía sobre él una orden de arresto por decisión de Cochrane. La Argentina fue abordada por el bergantín Galvarino, al mando del capitán de fragata Spry, acompañado por el capitán O´Brien, un oficial de la fragata británica Andrómaca. El corsario respondió que el Gobierno chileno no tenía autoridad para juzgarlo y que sólo respondería por sus actos ante el Tribunal de Presas de Buenos Aires. Tras resistirse al arresto, Cochrane ordenó al comandante Wilkinson del San Martín que la fragata fuera tomada por la fuerza durante la noche. En ella sólo se encontraban Bouchard, Espora y unos pocos marineros, por lo que su toma no resultó una tarea difícil, realizada por el teniente primero Williams Cuny con 30 hombres. Engrillados en la nave estaban el segundo oficial de la misma, engrillados un oficial Sheppard, y un pasajero. Bouchard y los oficiales fueron trasladados prisioneros al San Martín.

### Juicio por piratería
Si bien la patente de corso había vencido en diciembre de 1818, el encarcelamiento fue explicado por autores argentinos como fruto de la codicia respecto de los supuestos tesoros que podrían transportar los corsarios, y así recaudar fondos para la flota que se preparaba para libertar al Perú. Cochrane se vio influido por el comandante de la flota británica del Pacífico, Shirreff. Se le inició un juicio por piratería, que comenzó el 20 de julio, integrando el tribunal el camarista Ignacio Godoy como presidente, el letrado Bernardo Vega y el licenciado Carlos Correa de Sáa, el fiscal público era José María Argomedo. 
La declaración de Sheppard fue contraria a los intereses de Bouchard, testimoniando que a la longitud de las islas de San Pablo (o islas Nueva Ámsterdam y San Pablo) habían requisado a un bergantín estadounidenses enarbolando una bandera española, quitándole una jarcia nueva, lona y ganado en pie. Dijo también que en la isla de Men abordaron un buque de bandera holandesa utilizando una bandera blanca, quitándole tabaco, dinero, dos cucharas de plata, un cable nuevo, un cajón de zapatos, licores, etc. Entre otros testimonios dijo que entre mayo y junio de 1818 cuatro prisioneros intentaron fugarse cerca de las Filipinas, y que por ello fueron azotados cruelmente, además de testimoniar sobre el fusilamiento de Griffith en Hawái. Otros tripulantes de La Argentina, Juan S. Watts, David Smith, Carlos Mc Laren y Pedro Eliseo, testimoniaron en los mismos términos que Sheppard. La práctica de utilizar otra bandera para engañar a una presa estaba considerada como piratería por el Reglamento provisional para el Corso expedido por Pueyrredón:

Art. 24. Las embarcaciones que se encontraren navegando sin patente legitima de República, Príncipe ó Estado que tenga facultad de expedirlas, serán detenidas, así, como las que pelearen con otra bandera que la del Príncipe ó Estado de quien fuere su patente, y las que la tuvieren de diferentes Príncipes ó Estados, declarándose unas y otras de buena presa, y en caso de estar armadas en guerra, sus cabos y oficiales serán tenidos por piratas.

El 4 de agosto se agregó otra causa al presentarse ante el tribunal Carlos Drewecke, con poder del capitán y los tripulantes de la goleta María Sophie, reclamando la devolución del buque. La goleta era de un país neutral y fue apresada luego de expirar la patente de corso, por lo que se acusaba de ser su apresamiento un acto de piratería. Drewecke y el capitán del barco declararon que la goleta viajaba rumbo a Nutca, arribando a El Realejo en junio de 1818, en donde las autoridades españolas tomaron posesión del barco durante 10 meses. Cuando la nave se hallaba en alistamiento para viajar a España a tramitar su situación, llegaron los corsarios, ofreciendo Bouchard pagar los sueldos atrasados y que lo acompañaran a Buenos Aires para comparecer ante el tribunal de presas, lo que fue aceptado. El 12 de agosto el tribunal denegó el excarcelamiento de Bouchard.
El 31 de agosto el gobierno de Buenos Aires escribió a su representante en Chile, Tomás Guido, para que reclamase al Gobierno chileno con:

la energía e interés de un estado independiente, en que existiendo tribunales a quienes compete el juzgamiento de las acusaciones del almirante de la escuadra de Chile, debe ventilarse y resolverse... un asunto ajeno a la autoridad de ese gobierno.

En los días 18 y 19 de noviembre se tomó declaración a Copacabana y Espora, respectivamente, quienes contradijeron los testimonios de Sheppard y otros tripulantes, argumentando sobre la legalidad de las acciones realizadas durante el crucero de corso. Para ese momento, Bouchard continuaba en prisión y las 4 naves habían sido desvalijadas por los chilenos, amparados en que recién en agosto el tribunal ordenó realizar inventarios y sellar las escotillas. Espora negó que se hubieran hostilizado barcos neutrales y respecto del bergantín holandés dijo que no se habían encontrado a bordo de este buque ni patente de procedencia, ni registro de su cargamento ni otro alguno que indicase su destino. La legalidad de la requisa estaba amparada en el Reglamento provisional para el Corso:

Art. 22. Los buques armados en corso podrán reconocer las embarcaciones de comercio de cualquiera nación, obligándolas á que manifiesten sus patentes y pasaportes, escrituras de pertenencia y contratas de fletamento con los diarios de navegación y roles ó listas de las tripulaciones y pasageros. (…)

Espora declaró que se le quitaron unos 20 panes de azúcar y otros tantos de tabaco, pero que no se pagó por ellos debido a que se dejaba ir libremente un buque que no llevaba papeles, y por lo tanto se lo liberaba de ser enviado a Buenos Aires, como debiera corresponder de acuerdo al artículo 24 del Reglamento.
Copacabana declaró que el bergantín americano les había regalado una jarcia nueva, un pedazo de lona y dos gallinas. Respecto del bergantín holandés, dijo que navegando sin patentes ni registro alguno se consideró como contrabandista y se le quitaron un poco de tabaco, un cable nuevo, un cajón de zapatos y azúcar sin haberse hecho otra extorsión se le dejó ir libre.
A mediados de septiembre había partido la escuadra chilena para intentar tomar El Callao, lo cual liberó al tribunal de la presión de Cochrane. En ese momento, los defensores del corsario decidieron acelerar el juicio. El 2 de octubre el tribunal dictaminó que las acciones de Bouchard estaban autorizadas por las Provincias Unidas, y por ello no podía considerárselo pirata. Respecto de la María Sophie, se dictaminó que el artículo 20 del Reglamento de Corso español, que todavía regía en Chile, autorizaba a un corsario a llevar a puerto nacional a un barco respecto del cual no podía efectuarse un estudio pormenorizado de sus papeles. Se le recriminaba sin embargo, que había armado en corso a la nave, en vez de cerrar sus escotillas, pero estaba amparado en el artículo 8 del reglamento argentino, que lo autorizaba a tomar medidas de seguridad en ella. En su declaración realizada luego de tres meses de prisión, Bouchard señaló que la María Sophie viajaba con bandera española desde el momento en que fue reparada en La Coruña, lo que fue confirmado por declaraciones de tripulantes del barco (Jacob Bueno y David Mechel), pese a lo declarado por su capitán, y a que el buque comerciaba en contra del monopolio español en sus colonias.
Respecto del vencimiento de su patente, Bouchard argumentó que cuando navegaba entre Madagascar y Java recibió un encargo del gobierno de Buenos Aires para rescatar a la Chacabuco, para lo cual debió interrumpir su crucero corsario en una operación que le demandó 7 meses, que luego recuperó. La declaración de Bouchard no es convincente, debido a que navegó por el océano Índico entre fines de 1817 y principios de 1818, no pudiendo enterarse del motín de la Chacabuco en esas fechas, ni constar en su libro de viaje haber recibido comunicación alguna del Gobierno. Tampoco hay registros en los archivos de Buenos Aires sobre naves que hayan llevado correspondencia al océano Índico en esas fechas. Argumentó Bouchard que la documentación que lo comprobaba se perdió en la requisa de su camarote.
Antes de que se expidiera el tribunal, tropas argentinas acantonadas en Valparaíso se hallaban descontentas con la prisión de Bouchard. El coronel Mariano Necochea, indignado por la captura de la nave, la abordó al frente de 30 granaderos a caballo y algunos tripulantes del barco, expulsando a sablazos a los ocupantes chilenos y volviendo a izar la bandera argentina.
El tribunal resolvió el 9 de diciembre de 1819 la devolución de los buques, diarios y demás papeles a Bouchard, junto con su absolución. Sin embargo, el dinero y las mercancías nunca fueron devueltos.

(…) afianzando competentemente al teniente Coronel Bouchard de toda responsabilidad por las reclamaciones entabladas sobre la goleta "María Sofía" queda absuelto de la instancia del presente juicio y sus formalidades. Póngase en libertad y devuélvansele la Fragata Argentina y demás buques tomados en su corso -esperándose del Supremo Gobierno de las Provincias Unidas se servirá disponer la satisfacción devida al Pabellón de Chile por la resistencia que parece haberse hecho al registro ordenado por el Vice-Almirante Lord Cochrane.

## Participación en la Expedición Libertadora del Perú
Al llegar al puerto, vio con desazón el estado en que se encontraban las embarcaciones: los cañones, al igual que las velas, habían sido retirados para equipar otros barcos. Los tripulantes estaban diseminados en otras embarcaciones. Para obtener recursos, utilizó la goleta para transportar arcilla hacia Buenos Aires. Para que no existiera ningún problema de tipo legal, el armador Echevarría pidió al director supremo José Rondeau que le extendiese cuatro patentes de corso por un término de ocho meses. Para inclinar la voluntad del director a su favor, Echevarría le expresó que renombraría al lugre como General Rondeau.
Sin embargo, al no disponer de tiempo y medios suficientes para rearmar las embarcaciones, Bouchard decidió utilizarlas como transporte en la Expedición Libertadora del Perú, que partió el 20 de agosto de 1820. Renombró a La Argentina nuevamente como Consecuencia, nombre que tenía antes de tomarla. La Consecuencia fue utilizada para transportar 500 hombres, entre los que se encontraba el Regimiento de Granaderos a Caballo, mientras que la Chacabuco transportó ganado y armamento.

## Conmemoraciones de la campaña
Algunos historiadores han señalado que la bandera de las Provincias Unidas del Centro de América está inspirada en la bandera argentina que flameó en los barcos de Bouchard. Posteriormente, las banderas de El Salvador, Nicaragua, Honduras y Guatemala, adoptaron colores derivados de la bandera centroamericana.
La comuna de Bormes-Les-Mimosas, lugar de nacimiento de Bouchard en Francia, conmemora cada 9 de julio la independencia argentina, homenajeando a unos de sus dos hijos más conocidos (el otro es el corsario Hipólito Mordeille, que participó en la lucha contra las Invasiones Inglesas).
En Santa Bárbara, California, flamea la bandera argentina en uno de los muelles costeros visibles desde la 101 Highway, junto con las de España, Rusia, México y Estados Unidos, países que dominaron alguna vez California. En el segundo piso del County Court House de la ciudad un mural de Theodore Van Cina que representa el ataque corsario de 1818.
En Dana Point, California, se celebra la Fiesta Anual del Pirata, en recuerdo del ataque de Bouchard a San Juan de Capistrano.